# Sông Khao
Sông Khao là một phụ lưu cấp 1 của sông Chu, phụ lưu cấp 2 của sông Mã, chảy ở tỉnh Thanh Hóa, Việt Nam.

## Dòng chảy
Sông Khao bắt nguồn từ hợp lưu của nhiều suối ở vùng núi biên giới Việt - Lào tại xã Bát Mọt huyện Thường Xuân tỉnh Thanh Hóa, chảy về hướng đông. 20°0′52″B 105°2′47″Đ / 20,01444°B 105,04639°Đ.
Sang xã Yên Nhân sông đổi hướng chảy đông nam, và hợp lưu với sông Kiết, một sông nhỏ cũng bắt nguồn từ vùng núi biên giới Việt - Lào ở xã Bát Mọt.
Sông chảy đến xã Xuân Mỹ huyện Thường Xuân thì đổ vào sông Chu.